# Miglianico
Miglianico é uma comuna italiana da região dos Abruzos, província de Chieti, com cerca de 4.503 habitantes. Estende-se por uma área de 22 km², tendo uma densidade populacional de 205 hab/km². Faz fronteira com Ari, Francavilla al Mare, Giuliano Teatino, Ortona, Ripa Teatina, Tollo, Villamagna.

## Demografia
| Variação demográfica do município entre 1861 e 2011                               |
|                                                                                   |
| Fonte: Istituto Nazionale di Statistica (ISTAT) - Elaboração gráfica da Wikipedia |